# Obligación de no hacer

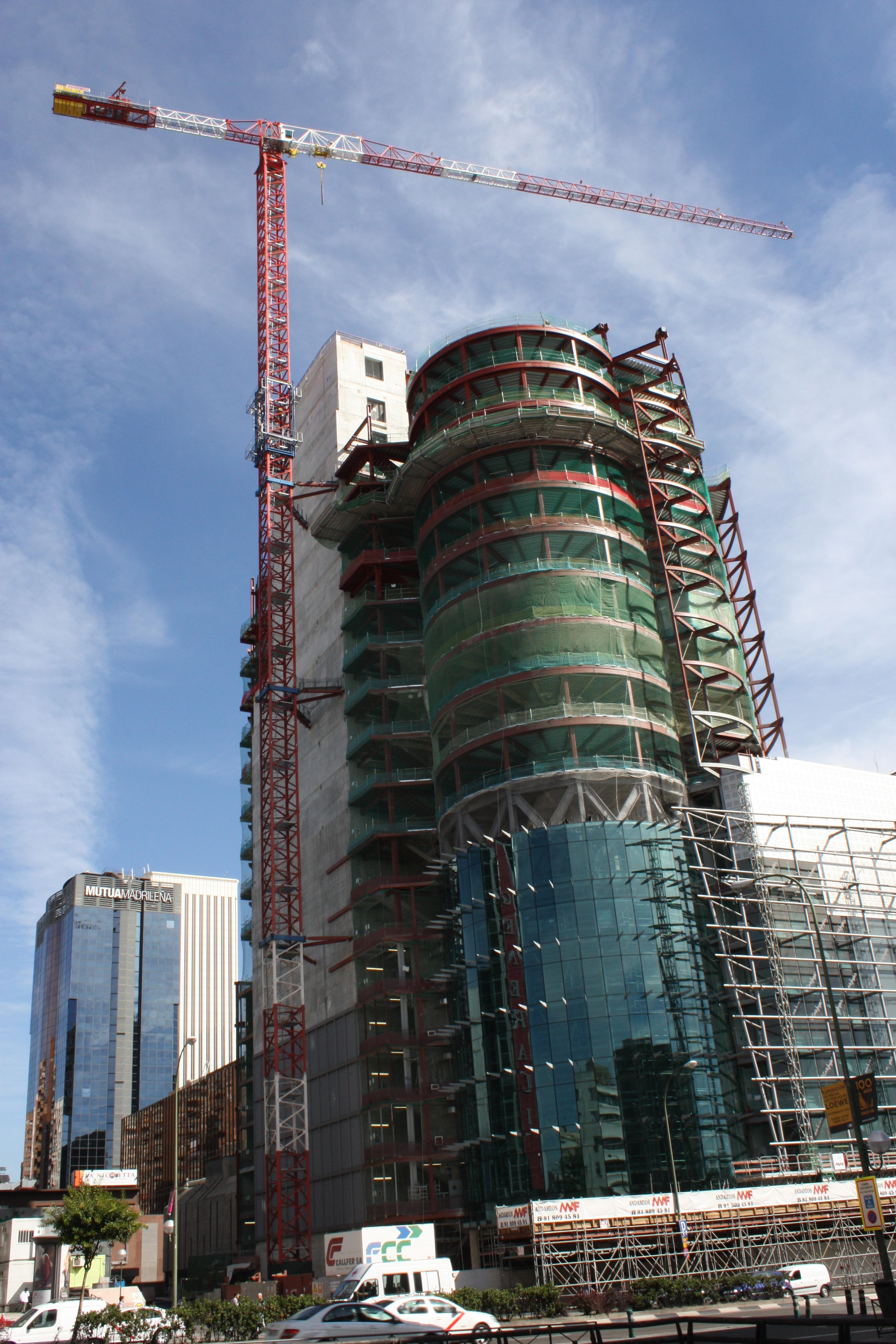
La prohibición de elevar construcciones más allá de cierta altura constituye una clásica obligación de no hacer

Obligación de no hacer es en derecho, aquella obligación jurídica en que el deudor debe abstenerse de efectuar un hecho.

## Características

### Son obligaciones negativas
Toda obligación de no hacer es de contenido negativo, es decir, consiste en «abstenerse de realizar algo que de no mediar la obligación podría efectuar (abstenerse de dar o de hacer)».

### Son obligaciones de tracto sucesivo
La obligación de no hacer es de tracto sucesivo, es decir, «van naciendo y extinguiéndose sucesiva y periódicamente».

## Ejemplos
Constituye obligación de no hacer la del acreedor prendario que no puede servirse de la prenda sin el consentimiento del deudor, la del comodatario de no emplear la cosa sino en el uso convenido, la del fiador de no obligarse a más de lo que debe el deudor principal, o la del asegurado de no variar por sí solo el lugar del riesgo.